# David Ungnad z Weissenwolffu
David II. hrabě Ungnad z Weissenwolffu (David Reichsgraf Ungnad von Weissenwolff) (1604 – 6. března 1672, Linec) byl rakouský šlechtic, diplomat a státník. V letech 1648–1657 byl prezidentem dvorské komory, poté dlouholetým zemským hejtmanem v Horních Rakousích, kde vlastnil statky. V roce 1646 byl povýšen do říšského hraběcího stavu, v závěru kariéry obdržel Řád zlatého rouna (1671).

## Životopis

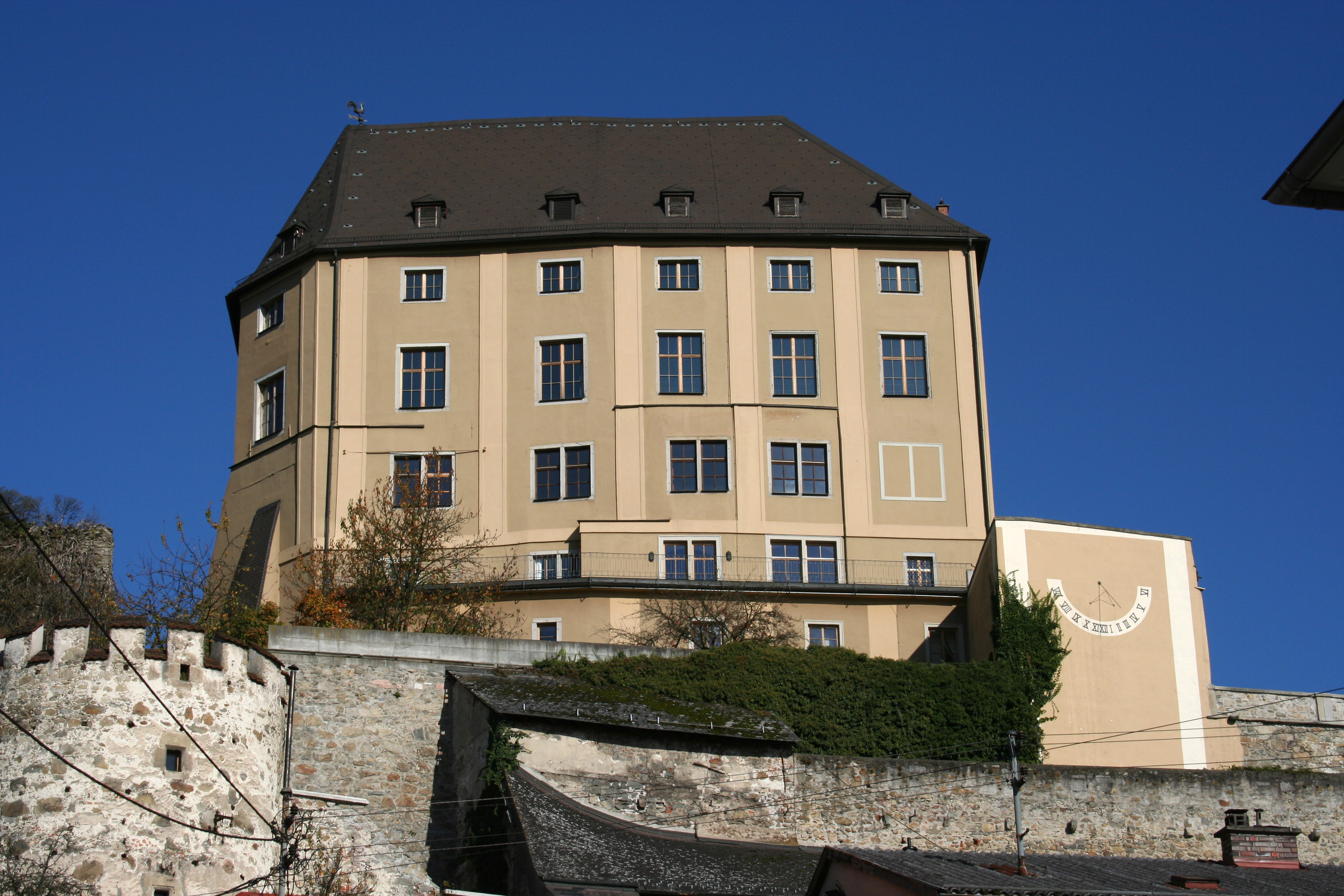
Zámek Steyregg u Lince, hlavní rodové sídlo v 17.–20. století

Pocházel z rakouského šlechtického rodu Ungnadů, který kromě majetku v Korutansku a Horních Rakousích již v 16. století vlastnil statky v Čechách. Narodil se jako syn Ondřeje Ungnada (1579–1623) a kvůli účasti své rodiny na stavovském povstání pobýval v mládí v exilu. Později mu byl umožněn návrat a vstup do dvorských služeb, v roce 1633 byl jmenován císařským komorníkem a od roku 1640 byl radou dvorské komory. V letech 1644–1648 byl komorním viceprezidentem a v roce 1646 získal říšský hraběcí titul. Nakonec byl v letech 1648–1657 prezidentem dvorské komory a v roce 1653 byl jmenován tajným radou. Obdržel také dědičnou hodnost zemského hofmistra v Horních Rakousích (1648) a v roce 1652 byl přijat do říšského kolegia švábských hrabat. I když byl vysokými úřady vázán u vídeňského dvora, příležitostně zajížděl i do Čech, doložen je například pobyt v Praze v roce 1652 na svatbě jeho dcery. Ještě před smrtí Ferdinanda III. jeho vliv poklesl a byl odvolán z funkce komorního prezidenta. Následně zastával dlouhodobě úřad zemského hejtmana v Horních Rakousích (1657–1671), kde vlastnil statky. V roce 1662 byl císařem Leopoldem I. potvrzen ve funkci tajného rady a nakonec se ještě uplatnil jako diplomat. V letech 1668–1669 byl principálním komisařem na říšském sněmu v Řezně. V roce 1671 obdržel Řád zlatého rouna.
Jeho manželkou byla Marie Alžběta Jörgerová z Tolletu, s níž měl tři děti. Pokračovatelem rodu byl jediný syn Helmhard Kryštof (1634–1702), který byl taktéž hornorakouským zemským hejtmanem. Dcera Marie Margareta († 1661) se provdala za Františka Arnošta Šlika a z tohoto příbuzenského vztahu odvodili Ungnadové o několik století později dědické nároky na česká panství Kopidlno a Staré Hrady. Po rodině své manželky získal David II. panství Steyregg u Lince (1638), které se stalo hlavním rodovým majetkem až do 20. století. K tomuto panství přikoupil David Ungnad ještě další statky (Spielberg, 1671).